# Каррен, Жером
Жеро́м Карре́н (фр. Jérôme Carrein, 2 июля 1941 года — 23 июня 1977 года, Дуэ) — французский преступник, осуждённый за попытку изнасилования и убийство ребёнка. Вошёл в криминальную историю Франции как предпоследний осуждённый страны, казнённый на гильотине.

## Убийство
Своё преступление Каррен совершил 27 октября 1975 года в Арло (Северная Франция). Больной туберкулёзом, алкоголик и отец пятерых детей заманил Кэти Пети, восьмилетнюю дочь владельца местного бара, на болото в окрестностях города якобы в целях поиска червей для рыбалки. В безлюдном месте Каррен попытался изнасиловать девочку, затем задушил её и утопил тело в болоте.
Преступник был задержан уже на следующий день и сразу признался в совершенном деянии. Дело Каррена рассматривалось в уголовном суде коммуны Сент-Омер, который 12 июля 1976 года вынес вердикт о виновности и приговорил Каррена к смертной казни на гильотине.
Жером Каррен обжаловал смертный приговор, после чего на 1 февраля 1977 года в уголовном суде города Дуэ было назначено повторное слушание дела. За две недели до начала судебного процесса другой французский преступник, убивший ребёнка, — Патрик Анри чудом и благодаря мастерству своего адвоката Робера Бадентера избежал смертного приговора и получил от уголовного суда в городе Труа наказание в виде пожизненного лишения свободы, что вызвало сильный общественный резонанс и массовое возмущение жителей страны. На фоне происходящих событий в ходе повторного рассмотрения дела в феврале 1977 года Жером Каррен был признан виновным в совершённых преступлениях и повторно приговорён к смертной казни через гильотинирование.

## Казнь
В середине июня 1977 года президент Франции Валери Жискар д’Эстен отклонил прошение о замене Каррену смертной казни пожизненным лишением свободы и, в 4 часа 30 минут утра 23 июня 1977 года Жером Каррен был гильотинирован государственным палачом Марселем Шевалье во внутреннем дворе тюрьмы Дуэ. После этого в стране состоялась только одна смертная казнь — 10 сентября 1977 года был обезглавлен преступник Хамида Джандуби.